# Ране (филм)
Ране је српски филм снимљен 1998. године. Главне улоге тумаче Душан Пекић и Милан Марић Шваба.

## Радња
Филм је посвећен генерацијама рођеним после Тита. Базиран на истинитом догађају, филм прати судбину двојице дечака, Пинкија и Швабе, који одрастају на Новом Београду, у периоду 1991—1996. То је време када је земља пролазила кроз материјално пропадање и морални суноврат.
Детињство главних јунака детерминисано је санкцијама, близином рата и криминализацијом читавог друштва, који удружени стварају сасвим нов систем вредности. Двојица адолесцената улазе у свет подземља и сањаjу да учествују у телевизијском програму у којем гостују жестоки момци са улица Београда. Пошто су се окушали у разним облицима криминала, њих двојица заиста доспевају у тај програм. Но, њихов успон у свету криминала прекида међусобни сукоб.
Као и многи њихови вршњаци, Пинки и Шваба већ са четрнаест година улазе у свет криминала, прихватајући вредности Србије из тог периода, екс-комунистичке заједнице у хипер-транзицији, која, због рата и санкција, подсећа на театар апсурда. Идоли главних јунака су познати београдски криминалци и ТВ шоу „Пулс асфалта“ који такву фелу људи доводи у госте и ствара од њих медијске звезде. Пинки и Шваба маштају да једног дана гостују у својој омиљеној емисији и труде се, злочинима, да то заслуже. Након што успевају у томе, њихов успон у свету криминала се прекида међусобним сукобом. Шваба испаљује пет метака у Пинкија, несвестан тога да свог најбољег пријатеља рањава у иста она места у која је Христ рањен две хиљаде година раније. Пинки успева да преживи и након извесног времена бежи из болнице, те позива свог пријатеља на помирење. Помирење је више него ужасно - рањени дечак треба свом другу, по неписаном правилу, да направи пет потпуно истих рана како би се пријатељство обновило.

## Улоге
| Глумац                   | Улога                       |
| ------------------------ | --------------------------- |
| Душан Пекић              | Пинки                       |
| Милан Марић Шваба        | Шваба                       |
| Драган Бјелогрлић        | Љубиша Курчубић - Куре      |
| Бранка Катић             | Сузана                      |
| Предраг Мики Манојловић  | Стојан                      |
| Горица Поповић           | Невенка                     |
| Весна Тривалић           | Лидија                      |
| Андреја Јовановић        | Дијабола                    |
| Никола Којо              | Бибер                       |
| Зорка Манојловић         | Швабина бака                |
| Оливера Викторовић       | апотекарка                  |
| Данило Бата Стојковић    | комшија                     |
| Феђа Стојановић          | водитељ                     |
| Јелисавета Саблић        | комшиница                   |
| Даница Максимовић        | курва Нинана                |
| Радослав Миленковић      | инспектор                   |
| Никола Пејаковић         | кафеџија                    |
| Мица Трофртаљка          | муштерија                   |
| Сузана Златановић        | професорка                  |
| Драган Зарић             | портир                      |
| Драган Максимовић        | болесник                    |
| Зоран Цвијановић         | Немац који пуца из бункера  |
| Милорад Мандић Манда     | билдер                      |
| Велимир Бата Живојиновић | војник на тенку             |
| Урош Ђурић               | гост у емисији Пулс асфалта |

## Награде
- Награду за најбољи Глумачки пар године по избору читалаца ТВ Новости добили су Бранка Катић за улогу Сузане и Драган Бјелогрлић за улогу Љубише Курчубића Курета на Филмским сусретима у Нишу 1998. године.[4]
- Награду за најбољи сценарио на Фестивалу филмског сценарија у Врњачкој Бањи 1998.[5]

## Занимљивости
- Сценарио за филм инспирисан се истинитим догађајем школских другова Ивана Ивановића који су се стварности звали Беша и Марко.[6]
- Весна Тривалић је изјавила да јој је ово била најтежа улога у каријери јер су главни ликови били тако аутентични да се она борила да им се некако приближи.[7]

## Културно добро
Југословенска кинотека је, у складу са својим овлашћењима на основу Закона о културним добрима, 28. децембра 2016. године прогласила сто српских играних филмова (1911-1999) за културно добро од великог значаја. На тој листи се налази и филм "Ране".